# Milceni

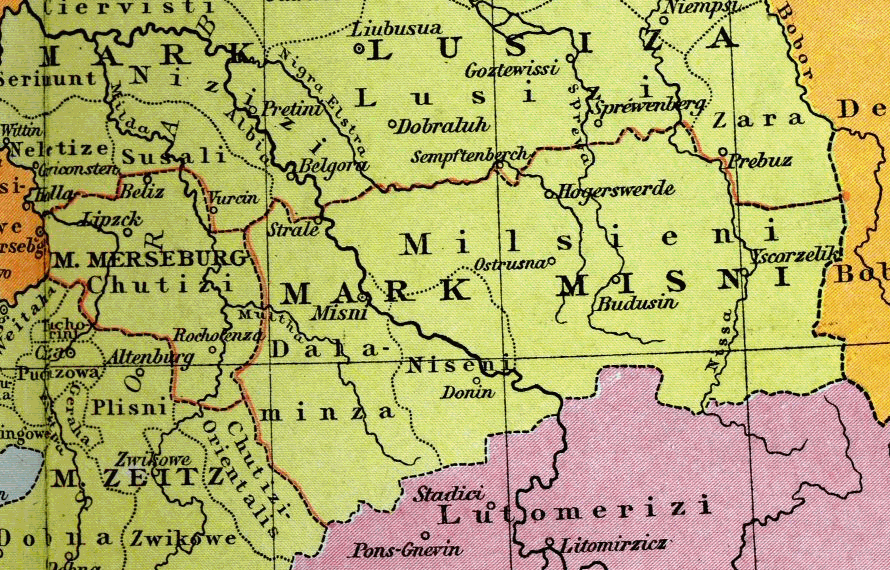
Terres Milsieni a la marca de Meissen, Gustav Droysen, 1886

Els Milceni o Milzeni o Milsieni (txec Milčané; alemany Milzener; polonès Milczanie, català Milcens o Milcenis) foren una tribu eslava occidental, que es va instal·lar a la regió actual d'Alta Lusàcia. S'esmenten per primer cop a la meitat del segle ix pel Geògraf Bavarès, que escrivia que tenien 30 civitates que possiblement tenien fortificacions. Foren gradualment conquerits pels alemanys durant el segle x. Els descendents moderns dels milceni són el sòrabs de l'estat de Saxònia, Alemanya.

## Història
Els milceni van emigrar a l'alta Lusàcia el segle VII durant el període de migració. Les fronteres exactes de la seva àrea d'assentament són discutides. S'accepta generalment que la seva terra era fèrtil i tenia dimensions d'aproximadament 50 km des d'est fins a oest i 20 km des de nord fins a sud. La frontera del nord era en terreny pantanós i parcialment infèrtil, mentre que la frontera del sud formava part del Lausitzer Bergland. Els turons de Burkau prop de Kamenz formaven el límit natural per als milceni a l'oest, mentre que el seu territori feia frontera amb els besunzane a l'est. Els límits de la tribu també s'han donat com el riu Pulsnitz a l'oest i el riu Kwisa a l'est.
El castell dels Ortenburg a Bautzen es va construir al voltant de fortificacions originalment construïdes pels milceni. Carles el Jove fill de Carlemany, va derrotar els Milceni i va cremar la seva fortalesa el 806. Enric I d'Alemanya va derrotar a aquesta tribu eslava el 932 i va demanar la seva conversió al cristianisme que fou només un èxit parcial. Otó I va derrotar els lusacis el 963 i els va posar sota el govern del marcgravi Geró. Els milceni foren finalment subjugats pel marcgravi Eccard I de Meissen vers el 990 i el seu territori incorporat al Sacre Imperi Romanogermànic. Els milceni gradualment es van germanitzar i es van fusionar amb el lusacis de la baixa Lusàcia formant el grup ètnic dels sòrabs.
Durant els segles X a XII, la regió de Bautzen es coneixia en fonts escrites (per exemple Thietmar de Merseburg) com Gau Milsca, tenint no gaire lluny la Terra de Budissin. En polonès, Alta Lusàcia es coneixia com a Milsko fins al segle xv. Els milceni són també esmentats al segle xii a la "Cançó de Rotllan".